# Substância inflamável

Símbolo de risco "F" inerente as substâncias que apresentam risco de incêndio.

Segundo a Diretiva (União Europeia) 67/548/CEE, sobre a rotulagem de substâncias perigosas, são classificados como inflamáveis ou substâncias inflamáveis todas e quaisquer substâncias que se enquadram nas seguintes características:
- Substâncias que ao ar e à temperatura ambiente possam se aquecer e acabar por incendiar, sem fonte de aquecimento ativa;
- Sólidos que possam entrar em combustão através de centelha ou atuação ligeira de fonte de ignição, e que continuam a queimar ou formam braseiro por si próprios;
- Líquido cujo ponto de inflamação se situa entre 21 °C e 55 °C;
- Substâncias que em contato com água ou umidade do ar possam produzir gases altamente inflamáveis (mínimo 1 L/kg/h). Por ex.: acetona, etanol, etc..

O recipiente onde tais substâncias estão sendo guardadas ou armazenadas deve conter por lei a indicação F (do inglês flammability) e o símbolo de uma chama enquadrado num quadrado alaranjado.